# Manegold van Lautenbach

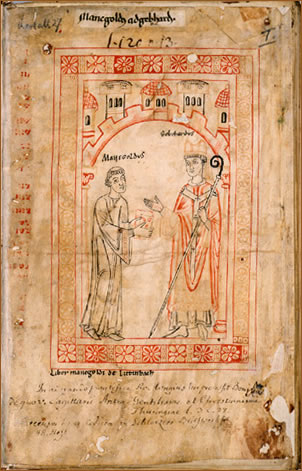
Manegold van Lautenbach

Manegold van Lautenbach (ca. 1030 - ca. 1103) was een augustijner kanunnik uit de Elzas, die voornamelijk actief was in het zuidwesten van het Heilige Roomse Rijk.
De theoloog Willem van Champeaux is mogelijk een van zijn leerlingen geweest, maar dit is omstreden. Hij was een van de eerste erkende magisters in de theologie.
Manegold van Lautenbach was een religieus en polemisch schrijver. Hij was in een controverse met Wenrich van Trier verwikkeld aangezien hij de zijde van de paus koos in het tijdperk van de investituurstrijd. Hij viel ook de leer van Wolfhelm van Brauweiler aan.
Tegen het einde van zijn leven (1094) was hij een hervormer in de religieuze gemeenschap in Marbach.

## Voetnoten
1. ↑  # Manegold \ Augustijner kanunniken: Manegold
2. ↑   Willem van Champeaux. Gearchiveerd op 1 juni 2023.
3. ↑  Edward Grant, God and Reason in the Middle Ages (2001), blz. 62.
4. ↑   Fiona J. Griffiths, The Garden of Delights: Reform and Renaissance for Women in the Twelfth Century 92007), blz. 33.

- Bibsys: 4052843
- Biblioteca Nacional de España: XX1250335
- Bibliothèque nationale de France: cb128160939 (data)
- Catàleg d'autoritats de noms i títols de Catalunya: 981058521699306706
- Gemeinsame Normdatei: 118576992
- International Standard Name Identifier: 0000 0001 0889 2769
- Library of Congress Control Number: n85075853
- Nationale Bibliotheek van Israël: 987007280873005171
- Nederlandse Thesaurus van Auteursnamen: 070724091
- LIBRIS: 194595
- Système universitaire de documentation: 030446201
- Virtual International Authority File: 39347944
- WorldCat: E39PCjChCg8qwKrTRF6pGvbMvb